# Файгенбутц, Винсент
Винсент Файгенбутц (нем. Vincent Feigenbutz; род. 11 сентября 1995, Карлсруэ, Баден-Вюртемберг, Германия) — немецкий боксёр-профессионал, выступающий в средней и во второй средней весовых категориях. Среди профессионалов действующий чемпион по версии IBF Inter-Continental (2020 — н. в.) в среднем весе. Действующий чемпион мира по версии GBU (2015—2016, 2019 — н. в.), бывший временный чемпион мира по версии WBA (2015—2016), чемпион по версиям IBF Inter-Continental (2016—2018), WBO Inter-Continental (2014—2016) и GBU Intercontinental (2014—2015, 2017—2019) во 2-м среднем весе.

## Профессиональная карьера
Профессиональную карьеру боксёра Винсент начал 3 декабря 2011 года.
30 августа 2014 года состоялся первый титульный бой Винсента Файгенбутца за титул временного чемпиона по версии WBO Inter-Continental во втором среднем весе с боснийским боксёром Славишу Симеуновичем (14-8-0), которого Файгенбутц победил техническим нокаутом в 1-м же раунде и завоевал титул.
18 июля 2015 года состоялся бой Винсента Файгенбутца с перуанским боксёром Маурисио Рейносо (15-1-1), которого Файгенбутц победил техническим нокаутом в 3-м раунде и завоевал титулы временного чемпиона мира по версии WBA и вакантный титул чемпиона мира по версии GBU во втором среднем весе.

### Бой за титул чемпиона мира по версииWBA
9 января 2016 года состоялся бой реванш между Винсентом Файгенбутцем и итальянским боксёром Джованни Де Каролисом (23-6-0) за титул регулярного чемпиона мира по версиям WBA во втором среднем весе, который было предложено разыграть после того как Фёдор Чудинов получил статус «суперчемпиона». Файгенбутц уступил техническим нокаутом в 11 раунде и утратил титул.

## Статистика профессиональных боёв
В таблице перечислены результаты всех поединков боксёров.
В каждой строке указан результат поединка. Дополнительно номер поединка обозначен цветом, который обозначает итог поединка. Расшифровка обозначений и цветов представлена в нижеследующей таблице.
| Пример | Расшифровка                     |
| ------ | ------------------------------- |
|        | Победа                          |
|        | Ничья                           |
|        | Поражение                       |
|        | Планируемый поединок            |
|        | Поединок признан несостоявшимся |
| КО     | Нокаут                          |
| ТКО    | Технический нокаут              |
| PTS    | Решение судей (по очкам)        |
| UD     | Единогласное решение судей      |
| MD     | Решение большинства судей       |
| SD     | Раздельное решение судей        |
| RTD    | Отказ от продолжения боя        |
| DQ     | Дисквалификация                 |
| NC     | Поединок признан несостоявшимся |

| 36 поединков, 33 победы (29 нокаутом), 3 поражения. | 36 поединков, 33 победы (29 нокаутом), 3 поражения. | 36 поединков, 33 победы (29 нокаутом), 3 поражения. | 36 поединков, 33 победы (29 нокаутом), 3 поражения. | 36 поединков, 33 победы (29 нокаутом), 3 поражения. | 36 поединков, 33 победы (29 нокаутом), 3 поражения. |
| Бой                                                 | Дата боя                                            | Соперник                                            | Место проведения боя                                | Раундов, время                                      | Примечание |
| --------------------------------------------------- | --------------------------------------------------- | --------------------------------------------------- | --------------------------------------------------- | --------------------------------------------------- | --- |
|                                                     | сентябрь 2021                                       | Феликс Штурм (42-5-3)                               | Берлин, Германия                                    | (12)                                                | |
| 33-3                                                | 19 июня 2021                                        | Нуху Лаваль (27-8)                                  | Universum Gym, Гамбург, Германия                    | KO 9 (10), 2:58                                     | |
| 32-3                                                | 28 августа 2020                                     | Джама Саиди (17-1)                                  | Havelstudios, Берлин, Германия                      | UD (12)                                             | Счёт: 118-111, 116-112 (дважды). Завоевал вакантный титул чемпиона по версии IBF Inter-Continental в среднем весе.                                     |
| 31-3                                                | 15 февраля 2020                                     | Калеб Плант (19-0)                                  | Бриджстоун-арена, Нашвилл, Теннесси, США            | TKO10 (12), 2:23                                    | Бой за титул чемпиона мира по версии IBF (2-я защита Планта) во 2-м среднем весе.                                                                      |
| 31-2                                                | 17 августа 2019                                     | Сезар Нуньес (16-0-1)                               | Людвигсхафен, Рейнланд-Пфальц, Германия             | TKO8 (12), 1:58                                     | Завоевал вакантный титул чемпиона по версии IBO International во 2-м среднем весе.                                                                     |
| 30-2                                                | 26 января 2019                                      | Пшемыслав Опалах (27-2)                             | Карлсруэ, Баден-Вюртемберг, Германия                | TKO5 (12), 2:50                                     | Завоевал вакантный титул чемпиона мира по версии GBU во 2-м среднем весе.                                                                              |
| 29-2                                                | 15 сентября 2018                                    | Юсуф Кангуил (16-2-1)                               | Людвигсхафен, Рейнланд-Пфальц, Германия             | RTD5 (10), 3:00                                     | Защитил титул чемпиона по версии GBU Intercontinental (2-я защита Файгенбутца) во 2-м среднем весе.                                                    |
| 28-2                                                | 17 февраля 2018                                     | Рино Либенберг (18-5)                               | Людвигсбург, Баден-Вюртемберг, Германия             | TKO6 (12), 2:57                                     | Защитил титулы чемпиона по версиям IBF Inter-Continental (3-я защита Файгенбутца) и GBU Intercontinental (1-я защита Файгенбутца) во 2-м среднем весе. |
| 27-2                                                | 27 октября 2017                                     | Гастон Алехандро Вега (27-11-2)                     | Шверин, Мекленбург-Передняя Померания, Германия     | KO11 (12)                                           | Защитил титул чемпиона по версии IBF Inter-Continental (2-я защита Файгенбутца) и завоевал титул GBU Intercontinental во 2-м среднем весе.             |
| 26-2                                                | 13 мая 2017                                         | Норберт Немесапати (25-5)                           | Карлсруэ, Германия                                  | UD (12)                                             | Защитил титул чемпиона по версии IBF Inter-Continental (1-я защита Файгенбутца) во 2-м среднем весе. Счёт: 118-110, 116-112, 117-111.                  |
| 25-2                                                | 3 декабря 2016                                      | Майк Кета (21-3)                                    | Карлсруэ, Германия                                  | KO2 (12)                                            | Завоевал вакантный титул чемпиона по версии IBF Inter-Continental во 2-м среднем весе.                                                                 |
| 24-2                                                | 1 октября 2016                                      | Гильермо Рубен Андино (10-1)                        | Нойбранденбург, Германия                            | KO6 (8)                                             | |
| 23-2                                                | 30 июля 2016                                        | Вилмер Гонзалез (19-10-1)                           | Лидс, Великобритания                                | TKO2 (6)                                            | |
| 22-2                                                | 7 мая 2016                                          | Криспуло Хавьер Андино (19-9-1)                     | Гамбург, Германия                                   | TKO3 (8)                                            | |
| 21-2                                                | 9 января 2016                                       | Джованни Де Каролис (23-6)                          | Оффенбург, Баден-Вюртемберг, Германия               | TKO11 (12)                                          | Бой за титул регулярного чемпиона мира по версии WBA и чемпиона мира по версии GBU во 2-м среднем весе.                                                |
| 21-1                                                | 17 октября 2015                                     | Джованни Де Каролис (23-5)                          | Карлсруэ, Баден-Вюртемберг, Германия                | UD (12)                                             | 1-я защита титулов временного чемпиона мира по версии WBA и чемпиона мира по версии GBU во 2-м среднем весе. Счёт: 115-113, 114-113, 115-113.          |
| 20-1                                                | 18 июля 2015                                        | Маурисио Рейносо (15-1-1)                           | Халле, Северный Рейн-Вестфалия, Германия            | TKO3 (12)                                           | Завоевал титул временного чемпиона мира по версии WBA и вакантный титул чемпиона мира по версии GBU во 2-м среднем весе.                               |
| 19-1                                                | 21 марта 2015                                       | Балаж Келемен (22-0)                                | Росток, Мекленбург-Передняя Померания, Германия     | TKO9 (12)                                           | Завоевал вакантный титул чемпиона по версии WBO Inter-Continental во 2-м среднем весе.                                                                 |
| 18-1                                                | 13 декабря 2014                                     | Ионуц Трандафир Илие (14-25-1)                      | Карлсруэ, Баден-Вюртемберг, Германия                | RTD2 (10)                                           | |
| 17-1                                                | 22 ноября 2014                                      | Олег Федотовс (18-17)                               | Ливерпуль, Мерсисайд, Великобритания                | TKO7 (8)                                            | |
| 16-1                                                | 27 сентября 2014                                    | Гурам Нацулишвили (8-1)                             | Киль, Шлезвиг-Гольштейн, Германия                   | TKO3 (12)                                           | 1-я защита титула временного чемпиона по версии WBO Inter-Continental во 2-м среднем весе.                                                             |
| 15-1                                                | 30 августа 2014                                     | Славиша Симеунович (14-8)                           | Халле, Северный Рейн-Вестфалия, Германия            | TKO1 (12)                                           | Завоевал титул временного чемпиона по версии WBO Inter-Continental во 2-м среднем весе.                                                                |
| 14-1                                                | 13 июня 2014                                        | Петр Орлик (3-2-1)                                  | Мюнхен, Бавария, Германия                           | KO2 (8)                                             | |